# Ми-бемоль минор
Ми-бемоль минор (es-moll) — минорная тональность с тоникой ми-бемоль, имеет шесть бемолей при ключе. Энгармонически равна ре-диез минору.

## Некоторые произведения в этой тональности
- Алькан — Симфония для фортепиано соло — IV.Finale. Presto («Бегство в ад») op.39-7 из цикла «12 этюдов во всех минорных тональностях», прелюдия op.31-22 «Годовщина», Транскрипция оратории Генделя «Мессия» для педальера op.66-12, эскизы op.63-12 «Баркароллетта» и op.63-34 «Я ненавижу непосвященную чернь и держу себя вдали от неё», этюд ми-бемоль минор op.15-3 «Смерть» из «3 пьес в патетическом духе»;
- Чайковский — Струнный квартет № 3, Scherzo-Fantaisie es-moll, ор. 72, ČW 443;
- Лист — «Венгерский марш»;
- Равель — «Ночной Гаспар»: «Виселица»;
- Рахманинов — «Элегия» соч. 3 № 1, этюд-картина op.33 № 6 «Метель», этюд-картина op.39 № 5;
- Мясковский — Симфония № 6;
- Прокофьев — Симфония № 6;
- Шопен — Полонез ми-бемоль минор op.26-2, Мазурка op.6-4, Соната № 2 си-бемоль минор op.35 — II. Scherzo: Vivo, Прелюдия № 27 ми-бемоль минор «Трель дьявола» op.posth;
- Шостакович — Струнный квартет № 15 (последний);
- Хачатурян – Токката для фортепиано;
- Овчинников — Симфония № 1, 2;
- Дэйв Брубек (англ. Dave Brubeck) - "Take Five" (букв. "Возьми перерыв").

|     |     |     |    |    |   |   |   |   |   |     |     |     |     |     |
| Ces | Ges | Des | As | Es | B | F | C | G | D | A   | E   | H   | Fis | Cis |
| as  | es  | b   | f  | c  | g | d | a | e | h | fis | cis | gis | dis | ais |